# 細野正文
細野 正文（ほその まさぶみ、1870年（明治3年）11月8日 - 1939年（昭和14年）3月14日）は、明治期の鉄道官僚。日本人唯一のタイタニック号の乗客として知られる。

## 来歴
1870年、新潟県中頸城郡保倉村（後の直江津市、現在の上越市直江津地区）にて豪農の四男として生まれた。1896年、東京高等商業学校（現在の一橋大学）本科卒業。三菱合資会社入社。1897年、同社を退社し逓信省に入省。鉄道作業局に配属され、新橋駅（後の汐留駅）貨物係に配属。1906年、東京外語学校（現在の東京外国語大学）ロシア語科修了。1907年、帝国鉄道庁経理部調査課主事に就任。1908年鉄道院主事に就任。1910年には鉄道院副参事として、鉄道研究のためロシアへの1年間の留学を命ぜられた。1912年、鉄道院在外研究員としてサンクトペテルブルク留学を終え、イギリスから日本への帰路、木下淑夫の勧めでタイタニック号に乗船。1913年、鉄道院副参事を免官、嘱託となった。1925年 - 鉄道事務官退官。その後、岩倉鉄道学校（現在の岩倉高等学校）で勤務した。1939年、死去。享年68歳。従五位勲六等。墓所は多磨霊園（10区1種18側81番）。

## 家族
- 同郷出身の土肥トヨとの間に四男をもうけた[1][出典無効]。。
- 長男・細野日出児（1899年 - 1981年）が家督を継ぐ[3]。
- 二男は交通学者で中央大学名誉教授や日本学術会議会員等を歴任した細野日出男（ほその ひでお、1902年6月20日 - 1981年10月5日）[4]。
- 三男・細野日出光[1][出典無効]。
- 四男・細野日出臣（1916年 - 1991年）は自動車会社勤務[1][出典無効]。その子にミュージシャンの細野晴臣。

## タイタニック号をめぐって

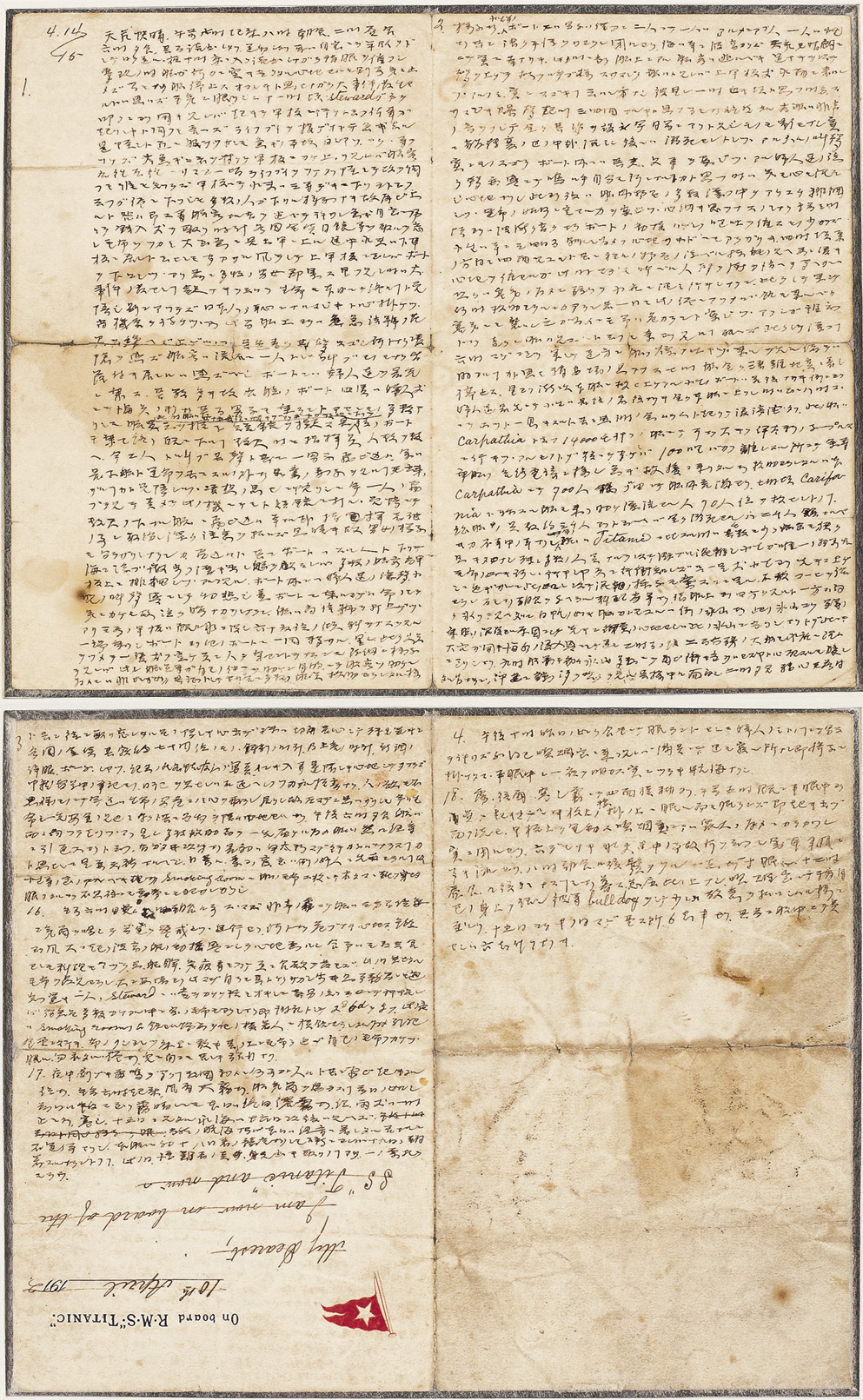
細野正文の手記、内容は外部リンク参照

細野は鉄道院副参事（現在の国土交通省大臣官房技術参事官に相当）を務めていた1912年、第1回鉄道院在外研究員としてロシア・サンクトペテルブルク留学の帰路にタイタニック号に乗船した。
日本人唯一の乗船客である細野は、タイタニック号沈没事故において最も死亡率が高かった二等船室の男性乗客であったが、10号ボートに乗って生還を果たした。細野はその時の状況を雑誌『冒険世界』（1912年7月号）において次のように語っている。
ふと舷側を見ると今や最後のボート卸ろされるところで中には45人分の女子供が乗って居たが、スルスルと1ヤードか2ヤード程卸した。ところが何か滑車に故障があったと見えてピタリと止まった。ふと聞くともなしに聞くと『何にまだまだ3人位ゆっくり乗れるじゃないか』と船員同士の話声がした。私は立ち止った。すると私の側に居った一人の船員がヒラリとばかりにボートに飛び下りた。見るとボートは元の儘、舳のところが空いて誰も居ない。これなら飛込んでも誰れにも危害を与えまいと思ったので、いきなり飛び下りた。

### 細野が批判されていたとする説
『週刊文春』（1997年12月18日号）などの報道によると、タイタニック生還者の1人であるイギリス人のローレンス・ビーズリーが1912年に出版した著作『THE LOSS OF THE SS.TITANIC』の中で「他人を押しのけて救命ボート（13号ボート）に乗った嫌な日本人がいた」と証言したことが日本国内で広まったことにより、細野は当時の新聞や修身の教科書などから批判に晒されたという。1997年にタイタニック展示会主催団体「タイタニック・エキシビション・ジャパン」の代表マット・テイラーが、細野の手記や他の乗客の記録と照らし合わせた調査から、ビーズリーと細野は別の救命ボートに乗っており、人違いであることが判明して細野の名誉が回復されたとしている。

### 細野が批判されていたとする説について
一方、ジャーナリストの安藤健二は、細野がビーズリー証言をもとに批判されていたという逸話自体に疑問を呈している。安藤の調査ではビーズリーの著作『THE LOSS OF THE SS.TITANIC』から日本人に関する証言を見つけることはできず、また、当時の修身の教科書や新聞にも細野を批判した物は発見されなかった。そもそも、タイタニック号沈没事件について触れている教科書は1925年発行の『正定 女子副読本 巻二』（金港堂）と『補修教育 現代文読本 後編二』（文光社）の2冊のみであり、そこに掲載されているのはいずれも経済学者である和田垣謙三のエッセイ『タイタニック号
の沈没』だが、「日本人も一人居たが、これは幸にも助った」とあっさり触れているだけで、細野への批判などはまったく記述されていない。
安藤の調査で確認できたのは、事故から何年も経った後に少年向け愛国雑誌『義勇青年』（1916年3月号）のインタビューの中で、新渡戸稲造が細野の名前を出さずにこの事故で女用のボートに飛び下りて助かった日本人男性がいることを皮肉っぽく語っていたことぐらいだという。明確な細野への批判が最初に確認できるのは、細野が死んで、だいぶたった後の1954年10月4日付『新潟日報』夕刊に掲載された、洞爺丸事故に関連して寄せられた早稲田大学教授木村毅の寄稿文であるという。しかも、新渡戸も木村もビーズリー証言をもとに批判しているわけではなく、女性と子供が優先というルールがあったにもかかわらず、男性である細野が甲板から下ろされる途中の救命ボートに飛び乗るという特殊な手段を用いて助かった行為を批判ないし皮肉ったものであった。安藤は、メディアが「名誉回復された」という美談に仕立て上げようとして批判の存在を捏造したのではないかと推測している。
一方で、細野が当時から教科書等で批判されていたエピソードを紹介する文献もある。上記の木村毅の寄稿文は波紋を呼び、当時の読者や関係者の間で論争となったが、寄稿文の中で木村は、早稲田大学の学生時代に実践倫理の講師であった内ヶ崎作三郎が細野を痛罵していたとの述懐を元に「醜名を世界にさらしたのは、例によって日本官吏である。彼等は、パリやロンドンで淫売かいをして、物笑いになっているばかりでなく、この危急のドタン場におよんでも、日本人の顔にいい泥をぬってくれた。それは、女子供が優先というのに、この通信省の役人は、逸早くボートにとびのって、命を助かったのである」と述べている。
これに対して、細野の次男である細野日出男が「事実に相違する」として、父・正文の遭難日誌を引用し、抗議文を同紙に寄せた。さらに、11月11日の同紙には、当時スタンフォード大学に留学していた長岡政之助という読者が、当時サンフランシスコの日米新聞社長であった安孫子久太郎に随伴して細野本人に聴取したこと、在米の日本人たちは皆生存を喜んでいたこと、翌々朝のサンフランシスコ・クロニクル紙は『ラッキー・ジャパニーズ・ボーイ』の見出しで書きたてて祝福していたことなどを投書している。
以上を『海の奇談』において紹介した庄司浅水は「無理ヤリ割り込んで、命拾いをしたわけでは決してない。これを卑怯者呼ばわりをし、日本人のツラよごし呼ばわりをするのは、いささか酷であり的はずれ」と述べた。
なお、木村に対して抗議をした細野日出男は「大正時代の女学校用某修身教科書に、タイタニック号のことが書いてあって、父のことを卑怯な行為で助かった日本人であり、日本人の面汚しだと痛罵してあり、かねがね、母も残念がっていました」と証言しているほか、木村は細野日出男の抗議に対して「世の公論となったことをおぼえていて、今日もそれを正しいと信じていたが故にくり返した」と感想を述べている。
なお、庄司は細野が修身教科書にまで批判された理由については、（当時の批判が事実との前提に立った上で）男性客の生存者よりも乗組員の生存者の方が多い点を問題視すべきとするとともに、タイタニックの沈没事件に関する査問会にて英米人の勇気を称えるため、多く生き残った仲間の船員をかばうため問題をすり替え、東洋人などを殊更に卑怯者呼ばわりする態度に出て、細野はそのとばっちりを受けたのではないかと私見を述べている。

### 生存者エイダ・ウエストの手記
英タイムズ2009年3月26日の記事によると、同じ10号ボート生存者で2007年に亡くなったバーバラ・ウエストの母エイダの手記によれば、ある男性が女性のドレスに隠れていたという。また、ドレスに火が点かないようタバコを消すよう注意された男性がいたといわれる。しかし、その人物を特定して名指しした文書は現在のところ存在しない。ただし、10号ボートに船員以外の男性は細野を含む2人しかいなかったのも事実である。